# Prawo do narodzin
Prawo do narodzin (hiszp. El Derecho de Nacer) – meksykańska telenowela oparta na popularnej kubańskiej radiotelenoweli o tej samej nazwie. Na motywach powieści Félixa B. Caigneta o tej samej nazwie.

## Krótki opis
Ideą scenariusza telenoweli jest los nieślubnych dzieci które w latach 50. XX wieku w krajach chrześcijańskiej Ameryki Łacińskiej były potępione. Autorem tego scenariusza jest Félix B. Caignet. 

## Produkcja
Telenowela została wyprodukowana w 1981 r. Reżyserem jest Raul Araiza. Całość liczy 190, około 30-minutowych odcinków.

## Obsada
W telenoweli wystąpili m.in.::

- Verónica Castro jako María Elena (wszystkie 189 odcinków)
- Salvador Pineda jako Alfredo (1)
- Ignacio López Tarso jako Rafael (189)
- Socorro Avelar jako Maria Dolorez (1)
- Erika Buenfil jako Cristina del Junco
- Beatriz Castro jako Matylda (1)
- Cristian Castro jako Alberto (dziecko)
- Laura Flores jako Amelia
- Sergio Jiménez jako Jorge Luis Armenteros (189)
- Miguel Macía jako Alejandro
- María Rubio jako Clemencia (189)
- Humberto Zurita jako Alberto (189)
- Miguel Angel Ferriz jako Osvaldo
- Fernando Balzaretti jako Ricardo
- Alba Nydia Diaz jako Virginia
- Manuel Ojeda jako Armando
- Julio Cesar Inbert jako Bruno (1)
- Eduardo Liñán jako Padre Juan
- Flor Trujillo jako Magali
- Adriana Lafan jako Marina
- Malena Doria jako siostra Julia
- Hector Saez jako Ramón
- Carlos Ignacio jako Raúl
- Roberto Antunez jako Alfonso
- Martha Patricia jako Asunción
- Maristel Molina jako siostra Amparo
- Andaluz Russel jako Lolita
- José Luis Duvall jako Salvador
- Julio Monterde jako Nicolás
- Alberto Parra jako Tony
- Jorge del Campo jako Pepe
- Macario Álvarez jako inspektor Alvarez
- Fabio Ramírez jako Tio Pepe
- Margarita de la O jako Josefa
- Silvia Manríquez jako Tete
- Lorena Rivero jako Gina
- Carmen Rodríguez jako Alma
- Adrián Sotomayor jako Adrián
- Enrique Mazin jako doktor Jorge
- Patricia Renteria jako Rosita
- Félix Santaella jako Pedro
- Norma Herrea jako María

## Wersja polska
W Polsce telenowela była emitowana na kanale Polonia 1 i Tele 5. Czytał Jacek Brzostyński.

## Nagrody

### Premios TVyNovelas1983
| Kategoria                          | Nominowani          | Wynik     |
| ---------------------------------- | ------------------- | --------- |
| Najlepsza telenowela               | Ernesto Alonso      | Wygrana   |
| Najlepszy aktor                    | Sergio Jiménez      | Nominacja |
| Najlepszy złoczyńca                | Ignacio López Tarso | Nominacja |
| Najlepsze objawienie wśród aktorek | Laura Flores        | Wygrana   |
| Najlepsze objawienie wśród aktorów | Humberto Zurita     | Nominacja |